# Nelson Épée
Nelson Épée (20 de fevereiro de 2001) é um jogador de rugby francês, que joga na posição de ala.

## Biografia
Nascido em Toulouse, Nelson Épée cresceu em Saverdun, em Ariège, onde começou a jogar rugby no clube amador local, UA Saverdun.

## Carreira
Tendo passado pelo centro juvenil de Toulouse e pela selecção Midi-Pyrénées, Nelson Épée ingressou no centro de treino do Stade Toulouse. Distinguiu-se pela primeira vez com o clube de Toulouse - onde conquistou o título nacional em 2021 - e durante as várias provas do Supersevens em 2020 e depois em 2021, nomeadamente durante a fase em casa, onde marcou um duplo na vitória contra o Stade français, antes de terminar em 3º lugar no torneio.
Nelson Épée conhece todas as seleções juvenis francesas, dos menores de 16 aos menores de 20 anos. Jogando contra a Itália pelos sub-16 em 2017, disputou o Campeonato Europeu Sub-18 no ano seguinte: marcando o único tento da sua seleção na derrota de preparação contra a Itália, voltou a marcar nas quartas-de-final contra a Romênia, numa competição em que os Blues perderam por 8-3 na final contra a Geórgia. Ele integrou a equipe nacional nos Jogos Olímpicos de Verão de 2024, quando conquistou a medalha de ouro no torneio masculino..